# 圣洛伦索 (阿根廷)

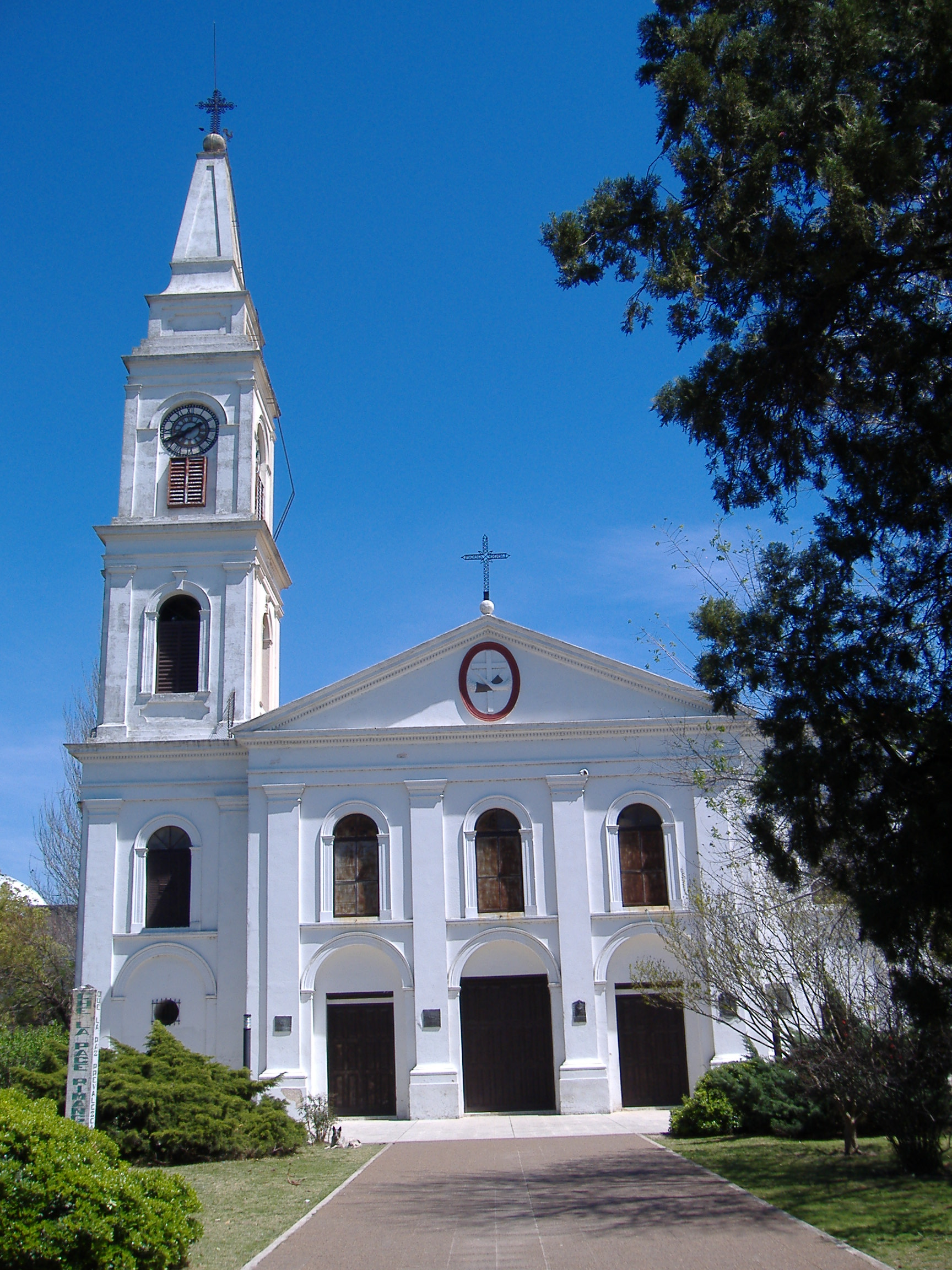
聖卡洛斯修道院

圣洛伦索（西班牙語：San Lorenzo，西班牙語發音：[san loˈɾenso]）為阿根廷聖大非省南部的一座城市，距罗萨里奥北方有23公里，坐落於巴拉那河西岸，屬大羅薩里奧都會區的一部分。此城市為聖洛倫索縣的首府，根據2010年人口普查，此城市人口有46,239人。